# Kostel svatého Martina (Kozly)
Kostel svatého Martina je římskokatolický farní kostel v Kozlech v okrese Louny. Od roku 1964 je chráněn jako kulturní památka. Stojí v jižní části návsi. Kostel je v jádře gotický, ve dvacátých letech 18. století proběhla jeho barokní přestavba.

## Historie a stavební vývoj
První písemná zmínka o kostele pochází z roku 1352, kdy kostel patřil do třebenického děkanátu a platil 24 grošů papežského desátku. Stavebník kostela není známý. Do nejstarší stavební fáze kostela, kterou lze klást před polovinu 14. století, patří zdivo a klenba presbytáře a zdivo lodi. Z předbělohorského období pochází ještě část krovu.
Po třicetileté válce byly Kozly připojeny k bílinské farnosti, později byly administrovány z Bečova.
V sedmdesátých letech 17. století byla zřízena nová kruchta, postavena předsíň a nad novou sakristií vztyčena věž pro zvon. V roce 1717 byla farnost v Kozlech obnovena a v následujícím desetiletí podniknuta rozsáhlá přestavba kostela. Věž nad sakristií byla zbořena a v roce 1723 postavena nová, stávající. V lodi a presbytáři byla proražena nová okna. Kostel tehdy obdržel svůj stávající vzhled.

## Stavební podoba

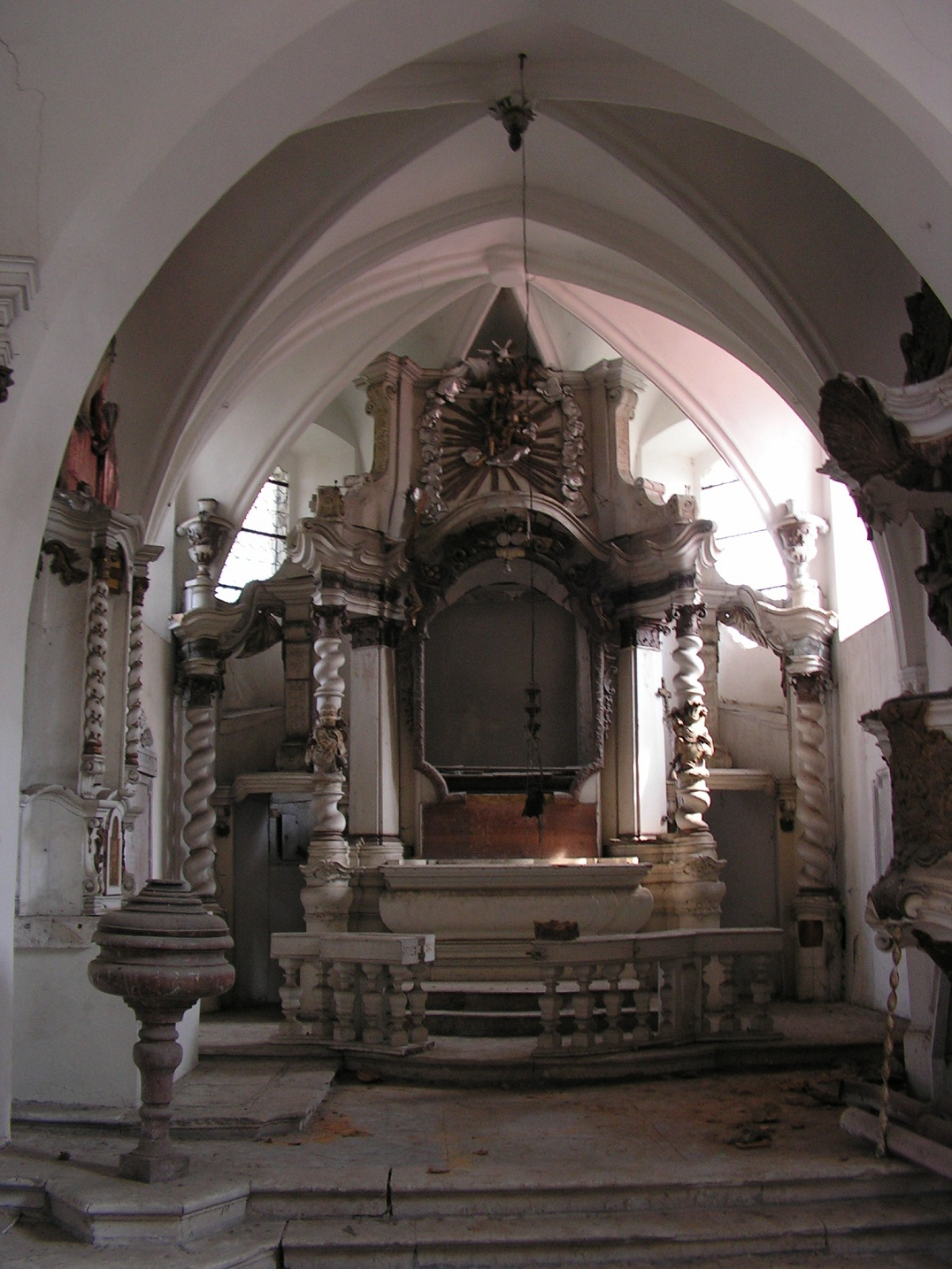
Presbytář

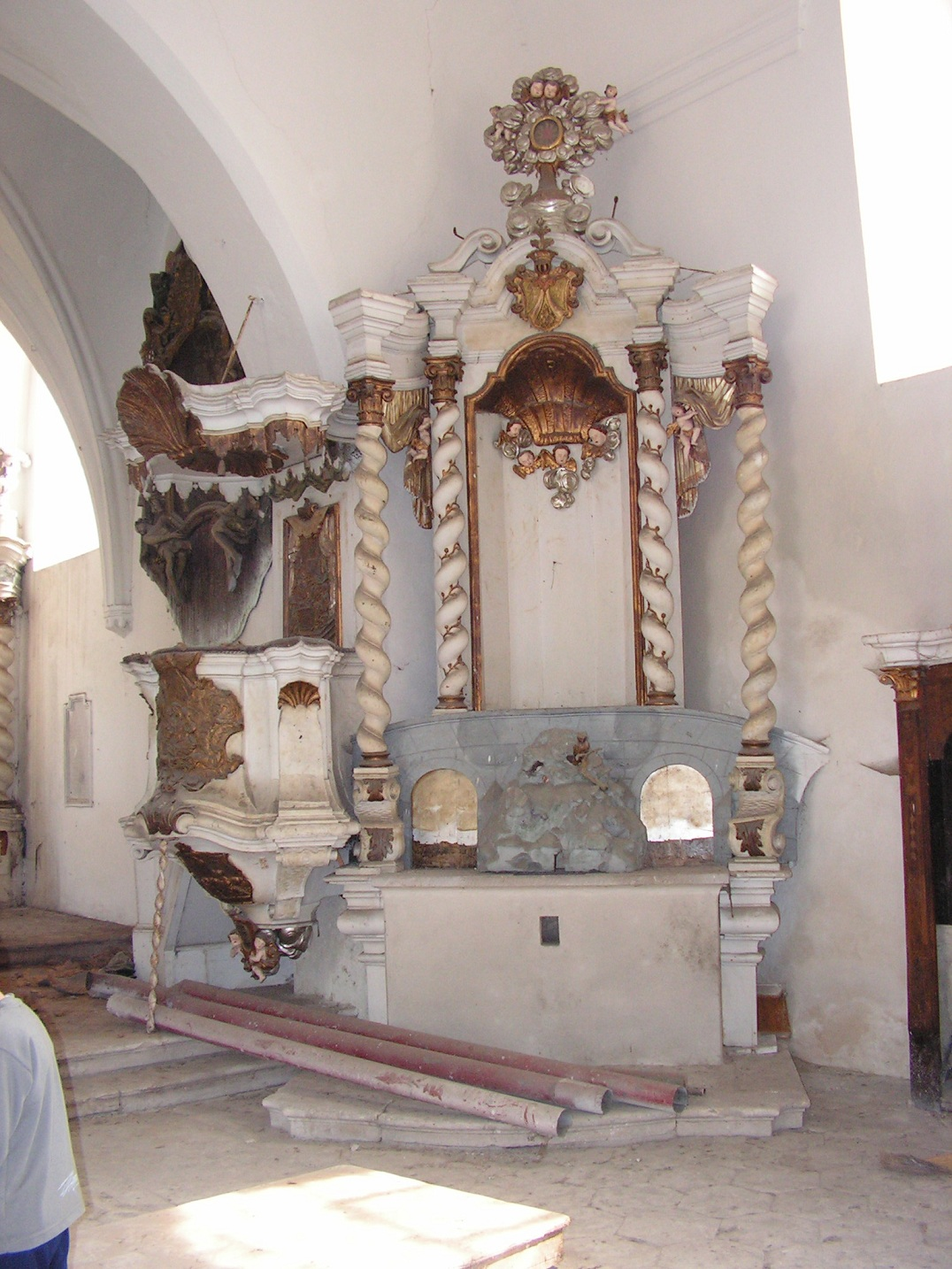
Kazatelna

Jednolodní kostel má obdélný půdorys. Na loď navazuje polygonální presbytář opatřený opěráky, k jehož jižní straně je připojena sakristie. V ose západního průčelí stojí hranolová věž a k jižní stěně lodi přiléhá čtvercová předsíň. Nároží věže zdůrazňují pilastry a fasády lodi i presbytáře jsou členěné lizénovými rámy. Loď je zaklenutá valenou klenbou a stejný typ klenby s lunetami byl použit pod kruchtou. Presbytář je od lodi oddělený lomeným vítězným obloukem a zaklenutý jedním polem křížové klenby s paprsčitým závěrem na kružbových a římsových konzolách.

## Zařízení
Dominantou kostela je sloupový hlavní oltář v podobě barokní zvlněné trojdílné architektury z doby okolo roku 1740. Jeho součástí je původní gotická kamenná menza. Z téže doby jako oltář jsou kazatelna, zpovědnice a tři boční oltáře původně zasvěcené Zavraždění svatého Václava, svatému Janu Nepomuckému a Bolestné Matce. Všechny oltáře jsou již bez obrazů. K vybavení patří také mramorová křtitelnice. Stávající varhany pocházejí z roku 1912, dodala je pražská varhanářská firma Rejna a Černý. Nahradily původní, dvoumanuálové varhany z roku 1741.
Příslušný svazek Pocheho Soupisu uměleckých památek Čech z roku 1978, odrážející však stav z konce 60. let, evidoval neidentifikovaný obraz hlavního oltáře, sochařskou výzdobu od Franze Antona Kuena, sošku Krista z roku 1725 na konzole na poprsnici kruchty, sošku Madony z první čtvrtiny šestnáctého století a barokní obraz Panny Marie.
Na kůru kostela se nacházela významná sbírka hudebnin, obsahující mj. i partitury skladeb autorů Cítolibské skladatelské školy. Uložena je Českém muzeu hudby.